# Memel-Kultur

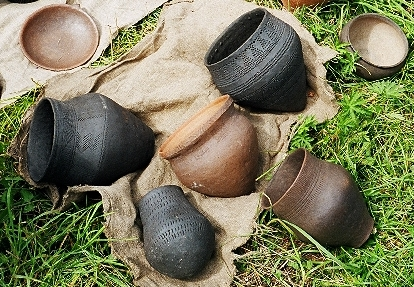
Nachbildungen neolithischer Keramik der Memelkultur

Die Memel-Kultur oder Nemunas-Kultur (englisch Neman culture) war eine archäologische Kultur von der Mittel- bis zur mittleren Jungsteinzeit (vom 7. bis zum 3. Jahrtausend v. Chr.). am Oberlauf der Memel im heutigen Polen, Litauen, Belarus und in Ostpreußen.
Im Mesolithikum grenzte im Norden an die Kunda-Kultur und im Neolithikum an die Narva-Kultur.
Sie entwickelte sich aus dem Swiderien und wurde durch die Trichterbecherkultur (TBK) abgelöst.

## Mesolithikum
Während des Atlantikums wurde das Klima wärmer und Laubwälder bedeckten einen großen Teil des Landes. Die Rentiere, die Lebensbasis der paläolithischen Jäger, zogen sich nach Norden zurück und wurden durch Waldtiere (Standwild) ersetzt. Die Menschen passten sich den veränderten Bedingungen an. Die immer noch als Jäger und Sammler, lebenden Menschen blieben aber saisonal längere Zeit am selben Ort. Archäologen fanden sowohl kleinere nur einmalig genutzt Wohnplätze, als auch größere, zu denen die Jäger wiederholt zurückkehrten. Diese Plätze befanden sich meist in der Nähe von Gewässern.
Die Menschen benutzten für die Jagd Pfeile und Speere und für den Fischfang Harpunen. Die Feuerstein-Werkzeuge der mesolithischen Memelkultur waren beeinflusst sowohl durch südeuropäische Mikrolithe auch durch Makrolithe aus Nordeuropa (Maglemose-Kultur). Trotz verschiedener Einflüsse blieb die Kultur über 2500–3000 Jahre verhältnismäßig stabil. Die Feuerstein-Artefakte bestanden aus einem relativ unveränderten Bestand von Pfeilspitzen, trapezoiden Messern und ovalen Äxten.

## Neolithikum
Das Neolithikum begann mit dem Entstehen von Keramik um die Mitte des 5. Jahrtausends v. Chr. Die semi-neolithische folgte auf die mesolithische Memelkultur. Die meisten Feuerstein-Werkzeuge sind in beiden Kulturen ähnlich. Eine verbreitete neue Entwicklung war der Gebrauch von Messern mit geschärften und auslaufenden Spitzen. Die Keramik der Memelkultur hatte spitze Böden und wurde organisch oder aus quarzitgemagertem Ton hergestellt. Einige späte Exemplare hatten flache Böden. Die Keramik war kleiner und runder als die der Narva-Kultur. Sie wurde mit einer dünnen Schicht aus weißem Ton und Reihen kleiner Eindrücke auf dem Rand verziert. Die restliche Keramik besaß diagonale Streifen, die ein Fischnetzmuster oder mehrere Reihen von kleinen Eindrücken bildeten. In den Siedlungen wurde auch Keramik der Narvakultur gefunden. Dieses Phänomen wird durch den Handel mit Feuerstein erklärt, zu dem die Narvakultur im Norden keinen Zugang hatte.
In der letzten Phase der Memelkultur wird die Keramik breitgefächerter und zeigt den Einfluss der Haffküstenkultur: mit Eindrücken durch einen Trichter oder Fischgrätenverzierungen. Möglicherweise wurde die Kultur gefolgt durch die Trichterbecherkultur und die Kugelamphorenkultur.